# The Cinematic Orchestra
The Cinematic Orchestra — британський музичний гурт, що грає джаз із елементами електронної музики.
Колектив був заснований Джейсоном Свінскоу (Jason Swinscoe) у Великій Британії 1999 році, який працював на незалежному звукозаписуючому лейблі Ninja Tune. Разом із Свінскоу до гурту входять Патрік Карпентер (скретчовий програвач), Люк Флаверс (барабани), Том Чант (саксофон), Нік Рам (фортепіано), Стюарт МакКалум (гітара) і Філ Франс (контрабас). Крім офіційних членів до колективу входять Джеймі Коулман (труба), Т. Деніел Говард (барабани), Федеріко Угі (барабани) і Алекс Джеймс (фортепіано). Нещодавнім поповненням колективу є поява манчестерського гітариста Стюарта МакКалума.
Джейсон Свінскоу і Патрік Карпентер (PC) також працювали спільно під назвою Neptune.

## Стиль
Звук The Cinematic Orchestra є сумішшю сучасного джазу, електронних семплів (створених лідером колективу Джеймсом Свінскоу) та елементів оркестрової класичної музики. У своїх студійних релізах Свінскоу часто змішує звук із живих виступів, щоб створити вихідний матеріал із комбінацією живої джазової імпровізації та електронної музики, тому часто важко зрозуміти коли закінчується імпровізація і починається студійний наперед заготовлений матеріал.

## Історія
Джейсон Свінскоу вперше створив групу під назвою Crabladder в 1990 році, будучи студентом Fine Art у Кардіффському коледжі, де випустив один офіційний сингл на власному лейблі Power Tools. У 1994 році Свінскоу отримав місце ді-джея на піратській радіостанції Heart FM, що у південному Лондоні.
Дебютний альбом групи Motion було випущено 1999 року. Успіх першого ж альбому призводить до того, що група отримує запрошення виступити на врученні премії Гільдії режисерів Британії для режисера Стенлі Кубрика. Згодом групі було запропоновано організаторами фестивалю Porto European City of Culture 2001 написати музику до класичного експериментального фільму Дзиґи Вертова Людина з кіноапаратом (1929), яка буде виконуватись наживо паралельно із показом стрічки. Склад колективу відрізнявся від свого звичайного складу в силу складності записаної музики. The Cinematic Orchestra гастролювали в підтримку записаного матеріалу, а потім випустили альбом з однойменною назвою Man with a Movie Camera.
У 2006 році The Cinematic Orchestra створили кавер-версію пісні Radiohead "Exit Music (For a Film)", яка з'явилися на альбомі Exit Music: Songs with Radio Heads. В цій роботі група сповільнила темп оригіналу, розділила тембр на чотири розділи починаючи із саксофона разом з класичною гітарою та електричною гітарою і закінчуючи з тією ж простою акустичною гітарою, що й оригінальний варіант.
Успішним альбомом The Cinematic Orchestra є альбом Ma Fleur, який був випущений 7 травня 2007 року. Декілька пісень були записані за участю Патріка Вотсона, Фонтелли Басс та Лу Родс (вокалістки електронного колективу Lamb).
У 2007 році The Cinematic Orchestra записав саундтрек до фільму "Пурпурові крила: таємниця фламінго" (The Crimson Wing: Mystery of the Flamingos, або Les Ailes Pourpres: Le Mystère des Flamants), який був випущений у Франції 15 грудня 2008 року. Ця робота виграла в номінації «за найкращий саундтрек» на Jackson Hole Wildlife Festival у Вайомінзі, США, 1 жовтня 2009 року.

## Дискографія

### Альбоми
- Motion (1999)
- Remixes 1998—2000 (2000)
- Every Day (2002)
- Man with a Movie Camera (2003)
- Ma Fleur (2007)
- Past, Present & Future — Classics, Instrumentals & Exclusives (2007)
- Live at the Royal Albert Hall (2008)
- Les Ailes Pourpres : Le Mystère Des Flamants (2008)
- Late Night Tales : The Cinematic Orchestra (2010)
- In Motion #1 (2012)
- To Believe (2019)

### Саундтреки до фільмів
- Людина з кіноапаратом (1929)
- Пурпурові крила: таємниця фламінго (2008)